# Бутковићи Иловача
Бутковићи Иловача је насељено мјесто у граду Горажду, Босна и Херцеговина.

## Становништво
|             | 2013.       | 1991.         | 1981.         | 1971.         |
| Укупно      | 18 (100,0%) | 105 (100,0%)  | 152 (100,0%)  | 130 (100,0%)  |
| Бошњаци     | 18 (100,0%) | 105 (100,0%)1 | 152 (100,0%)1 | 128 (98,46%)1 |
| Југословени | –           | –             | –             | 2 (1,538%)    |

1. 1 На пописима од 1971. до 1991. Бошњаци су пописивани углавном као Муслимани.